# Amalou Ighriben
Pour les articles homonymes, voir Amalou Ighriben (homonymie) et Amalou (homonymie).

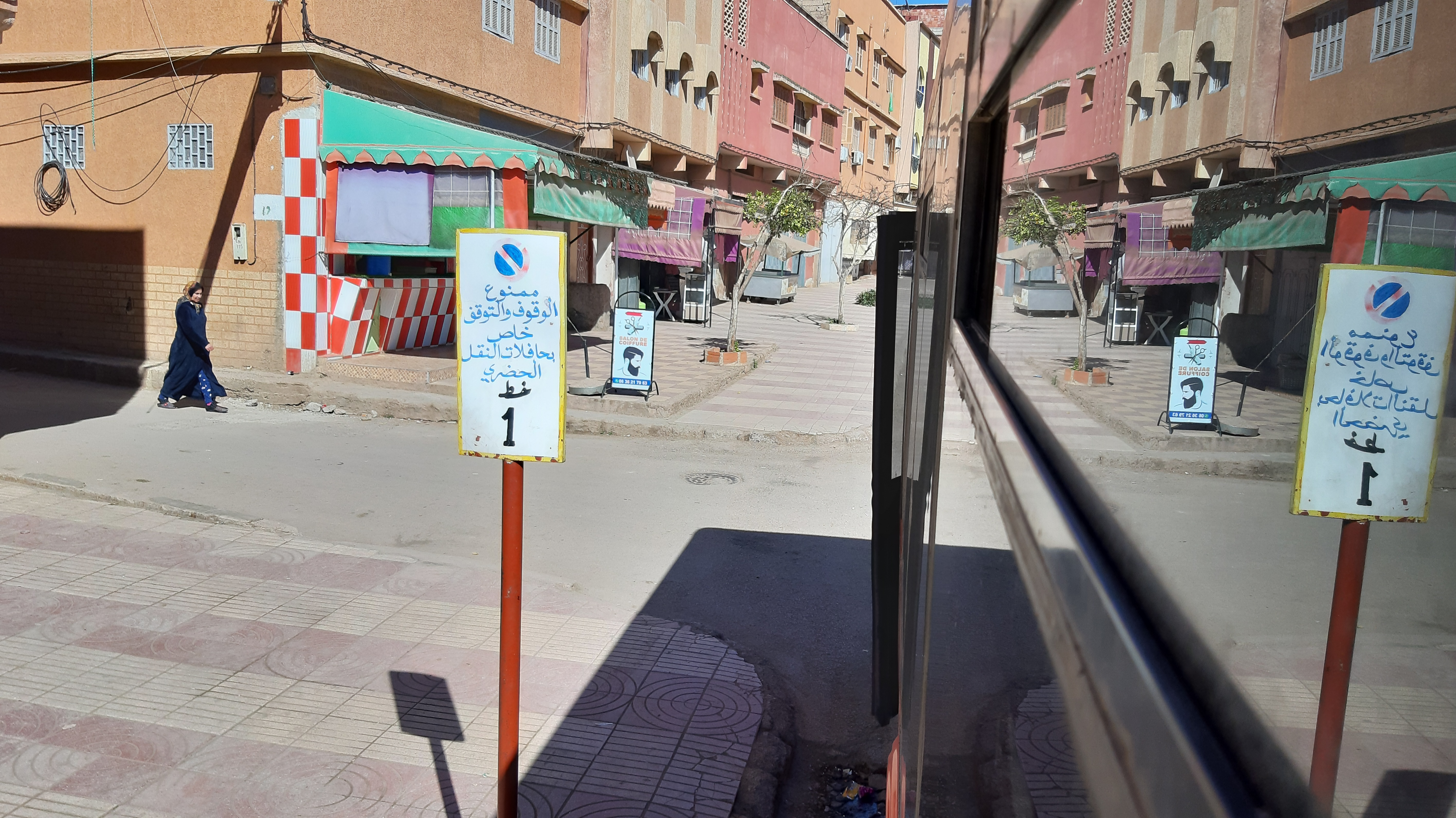
Rue d'Amalou.

Amalou Ighriben  (en arabe : املو إغربن) est un  grand quartier  (Agglomération Communale), bâti sur une colline surplombant la ville de Khénifra Maroc, situé à 875 mètres d'altitude, accessible par la route du Lac Aguelmame Aziza et d'Ajdir Izayane. C'est un  nom Amazighe qui désigne l'ombre des étrangers. Historiquement, c'est un quartier destiné à abriter les populations étrangères en dehors  des Zayans, venues trouver refuge et ce pour des raisons multiples à savoir la sécheresse, etc. Avant, il faisait partie de la commune rurale de Mouha ou Hammou Zayani, le code postal est 54010.

## Démographie
La population d'Amalou Ighriben est estimée à 30 000 habitants.